# 폴 투르니에
폴 투르니에(Paul Tournier, 1898년 5월 12일 ~ 1986년 10월 7일)는 스위스의 의사이며 작가이다. 그가 목회상담에서 이룩한 그의 업적으로 세계적인 명성을 얻었다. 그의 사상은 기존의 일상적인 환자 돌봄에 대해 영적 및 사회심리적인 관점을 더욱더 중요하게 하였다. 그는 20세기에 가장 유명한 기독교인 의사로 불렸다.

## 생애와 교육
투르니에는 목사인 아버지 루이스 투르니에와 어머니 앨리자베스 오르먼드 사이에 스위스 제네바에서 태어났다. 70세인 자기의 아버지가 세인트 피터 교회당의 존경받는 목회자였는데 그가 3개월 때에 죽게되었다. 그리고 6살에 그의 어머니는 42세로서 유방암으로 죽게된다. 이후 투르니에와 10살 누나와 함께 그의 삼춘과 숙모인 자크 오르먼드에 의해 양육을 받았다.
이런 고통스러운 경험이 그에게 심오한 영향을 주었다. 그는 스스로 고립되며 외롭고 수줍게 되었다. 사춘기를 통하여 수학과 헬라어에 뛰어난 자기의 지적인 면들 뒤로 숨기기 좋아하는 불안감을 유지하였다.
1923년 제네바 대학교에서 M.D 학위를 받고 스위스학생운동 회장으로 역할도 하였다. 적십자 대표가 되어 비엔나에 있는 러시아 포로들의 본국송환을 돌보았다.
1986년 10월 7일 스위스의 Troinex의 자택에서 암종으로 사망했다.

## 경력
그는 의사로서 개업도 하였다. 또한 칼빈주의와 개혁신앙에 심취도 하였다. 그는 전문적인 정신의학과 신학을 하지 않았지만 이 두분야에 큰 영향을 주었다. 세계교회협의회에서 활동하였다. 그의 신학적 성향은 보편구원을 보여준다. 그는 하나님을 대면한 경험을 통하여 상담의 획기적인 관점을 개혁하였다.

## 같이 보기
- 목회상담
- Biopsychosocial 모델
- 건강 심리학
- 실존적 치료
- 대체론적 의학

## 작품
- The Healing of Persons
- Escape from Loneliness (De la solitude à la communauté, Delachaux & Niestlé, Neuchâtel / Paris, 1943/1948)
- The Person Reborn
- The Whole Person in a Broken World
- The Strong and the Weak
- A Doctor's Casebook in the Light of the Bible (Bible et Médecine, Delachaux & Niestlé, Neuchâtel / Paris)
- The Frontier between Psychotherapy and Soul-healing
- The Meaning of Persons (Le personage et la personne, Delachaux & Niestlé)
- Guilt and Grace
- The Meaning of Gifts
- The Seasons of Life
- To Resist or to Surrender?
- To Understand Each Other
- Toward a Christian Anthropology
- Fatigue in Modern Society
- Secrets
- The Adventure of Living (L'Aventure de la Vie, Delachaux et Niestlé, Neuchâtel et Paris, 1965)
- Forgiveness and Mental Health
- What is Mental Health?
- The Person in an Age of Conformity" in Are You Nobody?
- A Place for You (L'Homme et son lieu, Delachaux et Niestlé, Neuchâtel, 1966)
- A Dialogue between Doctor and Patient
- Listen to God
- There's a New World Coming
- Learn to Grow Old
- My Religious Vocation as Physician
- The Naming of Persons
- The Gift of Feeling
- The Meaning of Possessiveness
- Creative Suffering (Face a la souffrance Labor et Fides 1981)
- A Tournier Companion